# Sergio Ramos
Sergio Ramos, španski nogometaš, * 30. marec 1986, Camas, Španija.
Leta 2005 je iz Seville prestopil v Real. V velikem finalu Lige prvakov 2014 v Lizboni je v 93. minuti zabil proti Colchonerosom in izsilil podaljške, da je Real z visoko zmago 4 proti 1 (3 proti 0 v podaljških) osvojili svoj jubilejni deseti naslov evropskega klubskega prvaka.
Ramos je tudi državni reprezentant in je s Španijo osvojil 2 naslova evropskega in 1 naslov svetovnega prvaka.